# Paul Blanchy
Pour les articles homonymes, voir Blanchy.
Pour les autres membres de la famille, voir Famille Blanchy.
Paul Blanchy, né le 14 octobre 1837 à Bordeaux et mort le 28 novembre 1901 à Saïgon, est un homme politique français. Il est le premier maire de Saïgon de 1895 à 1901, après être devenu président du Conseil colonial de Cochinchine en 1873. 
« Anarchique et indiscipliné » selon Paul Doumer, il s'oppose vigoureusement à celui-ci sur la place que devait tenir ou non la Cochinchine (colonie) dans le reste de l'Indochine (protectorats). Saïgon était la seule ville  du Viêt Nam colonial à avoir un maire élu.

## Biographie
D'une famille de la haute bourgeoisie bordelaise, il est le fils de Joachim Blanchy (1777-1853) et de sa deuxième épouse née Blondel La Rougery ; son père, riche armateur et négociant bordelais, a participé au développement international des vins de Bordeaux. Son frère, Joseph Blanchy (1821-1898), fut titré comte romain par le Pape Léon XIII en 1896.
Paul Blanchy s'établit en 1871 aux colonies pour tenter de créer une plantation de café, et commence à s'y ruiner. Les parents, lettrés, de sa jeune épouse Tran Ti Than lui conseillent alors de s'orienter plutôt vers le poivre, bien adapté au climat du Viêt Nam et demandant beaucoup de main d'œuvre ainsi que d'organisation. Le succès dépasse financièrement toutes les espérances.
En 1873, il devient président du Conseil colonial de Cochinchine, puis le premier maire de Saïgon de 1895 à 1901.
Il eut à Saïgon sa statue qui trôna longtemps dans la mairie de Saigon et sa rue, devenue à l'indépendance rue Haï Ba Trung.
Un siècle après sa mort, le Viêt Nam reste – avec 90 000 tonnes sur 350 000 – le premier producteur de poivre au monde.
Il a de son mariage plusieurs enfants, et on peut citer aujourd'hui dans sa descendance entre autres Gilles Larrain ou encore Pierre Baldi.

### Sources
- Étienne Denis, Bordeaux et la Cochinchine sous la Restauration et le second Empire, 1965
- Antoine Brébion, Antoine Cabaton, Dictionnaire de bio-bibliographie générale, ancienne et moderne de l'Indochine française, 1935
- Jean Guérin, Des hommes et des activities : autour d'un demi-siècle, 1957
- Naissance : AD33 Bordeaux section 1 acte 1208 N°https://archives.gironde.fr/ark:/25651/vta4bd3c43b5044cfb5/daogrp/0/layout:table/idsearch:RECH_f24376c907ac8180ed4a978976b2bd3b#id:1920415025?gallery=true&brightness=100.00&contrast=100.00&center=2933.201,-2287.765&zoom=6&rotation=0.000